# Archon (lepidoptera)
Archon é um pequeno gênero de borboletas Papilionidae do Paleártico da subfamília Parnassiinae. Tradicinalmente, somente duas espécies eram conhecidas: Archon apollinus e Archon apollinaris. Estudo recentes, no entanto, identificaram uma terceira espécie: Archon bostanchii

## Espécies
O gênero consiste nas seguintes espécies:
| Nome binomial e autor                        | Nome comum |
| -------------------------------------------- | ---------- |
| Archon apollinus Staudinger, 1892            |            |
| Archon apollinaris (Herbst, 1789)            |            |
| Archon bostanchii (de Freina & Naderi, 2004) |            |

## Alimentação
Espécies desse gênero se alimentam de espécies de Aristolochia.